# Fopius silvestrii
Fopius silvestrii är en stekelart som först beskrevs av Robert A.Wharton 1987.  Fopius silvestrii ingår i släktet Fopius och familjen bracksteklar. Inga underarter finns listade i Catalogue of Life.